# Église Saint-Gilles d'Étampes
L'église Saint-Gilles est une église paroissiale de culte catholique, dédiée à saint Gilles, située dans la commune française d'Étampes et le département de l'Essonne.

## Situation
| \| Localisation de l'église Saint-Gilles dans l'Essonne. · Église Saint-Gilles \| Localisation de l'église Saint-Gilles dans l'Essonne. |
| Localisation de l'église Saint-Gilles dans l'Essonne. · Église Saint-Gilles                                                             |

L'église Saint-Gilles est implantée au centre de la place du même nom à quelques centaines de mètres du centre-ville d'Étampes, en bordure de l'ancien tracé de la route nationale 20 de Paris à Orléans.

## Historique
Une première église est construite en 1123 lors de la création de la place accueillant le marché au blé institué par Louis VI le Gros, afin d'établir un lien entre les parties nord et sud de la commune d’Étampes.
Au XIIIe siècle, une nouvelle église est construite dont subsistent le vaisseau, les piliers d'entrée et les piles du transept. À la fin de ce siècle sont ajoutés le clocher qui supporte la tour de croisée dans un style roman. Au XVe siècle, le chœur est reconstruit avec un chevet plat dans un style gothique flamboyant. En 1547 sont ajoutés les collatéraux et chapelles latérales, les clefs de voûte sculptées.
Le 10 juin 1944, le quartier est bombardé par les alliés. Une grande partie de l'église doit être reconstruite.
Le 21 mai 1970, l'église est classée aux monuments historiques.

## Description
L'église est construite en grès et calcaire sur un plan en croix latine à trois vaisseaux sur un axe nord-est sud-ouest. Le clocher et la partie basse de la nef ont été construits au XIIIe siècle dans un style roman. Au XVe siècle furent ajoutés le chevet, le chœur et les bras du transept dans un style gothique flamboyant avec des voûtes à croisée d'ogives quadripartites. En 1596 furent ajoutées des fresques sur le berceau de la nef représentant sur un fond semé de fleurs de lys couronnées et d'initiales « H » et « L », le roi Louis IX sous les traits d'Henri III, Saint Michel, Saint Jean-Baptiste, Saint Vincent, Saint Jean et une croix de Malte. Les toits et le clocher sont fermés par des bâtières.
La cloche dite Marie-Flore fut fondue en bronze en 1850, les fonts baptismaux en fonte dorée complètent le riche mobilier de l'église.

## Galerie

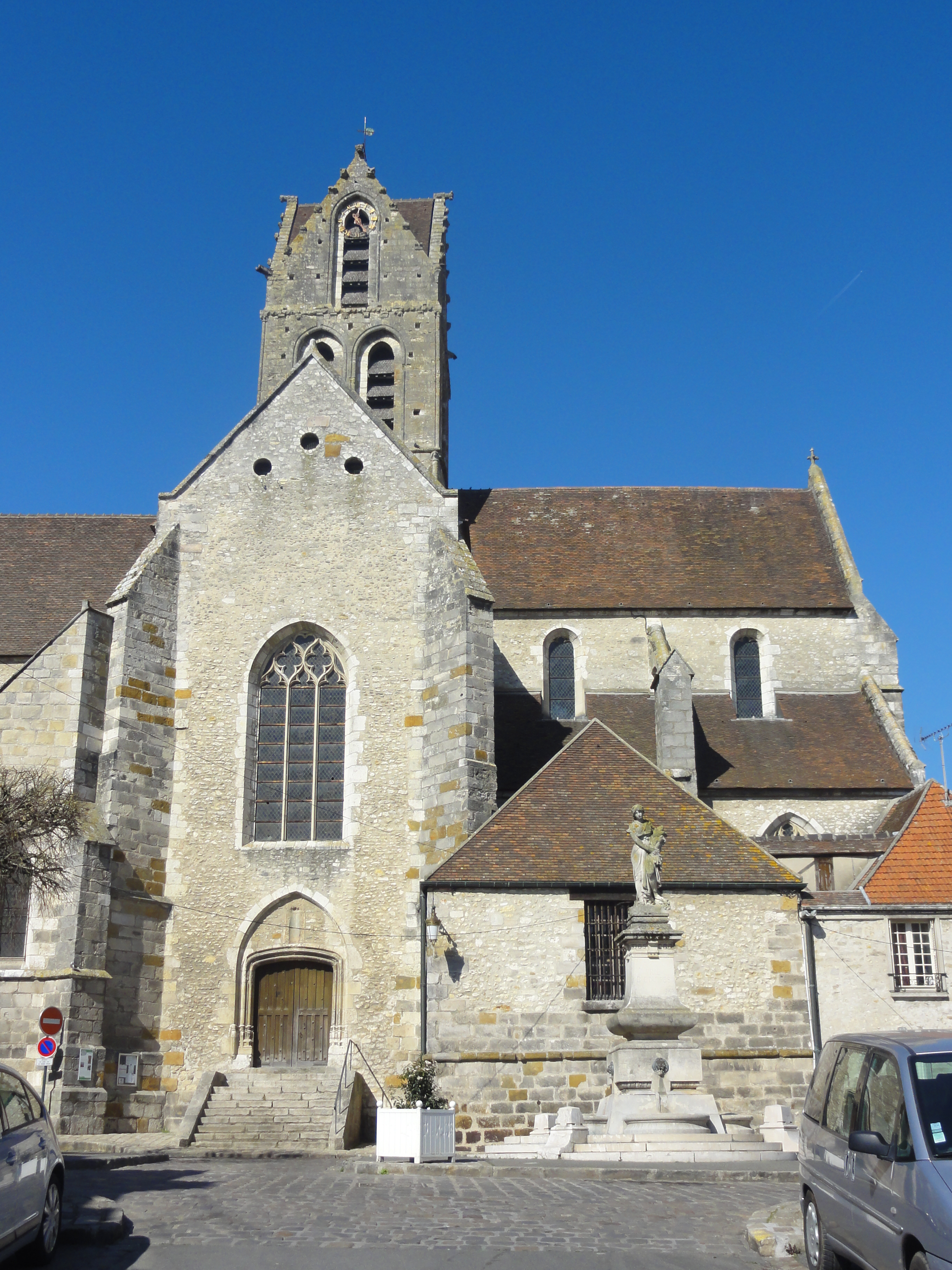
Certains blocs de grès[5] de l'église sont teintés de jaune ou de fauve en raison de leur richesse en oxydes de fer[1].
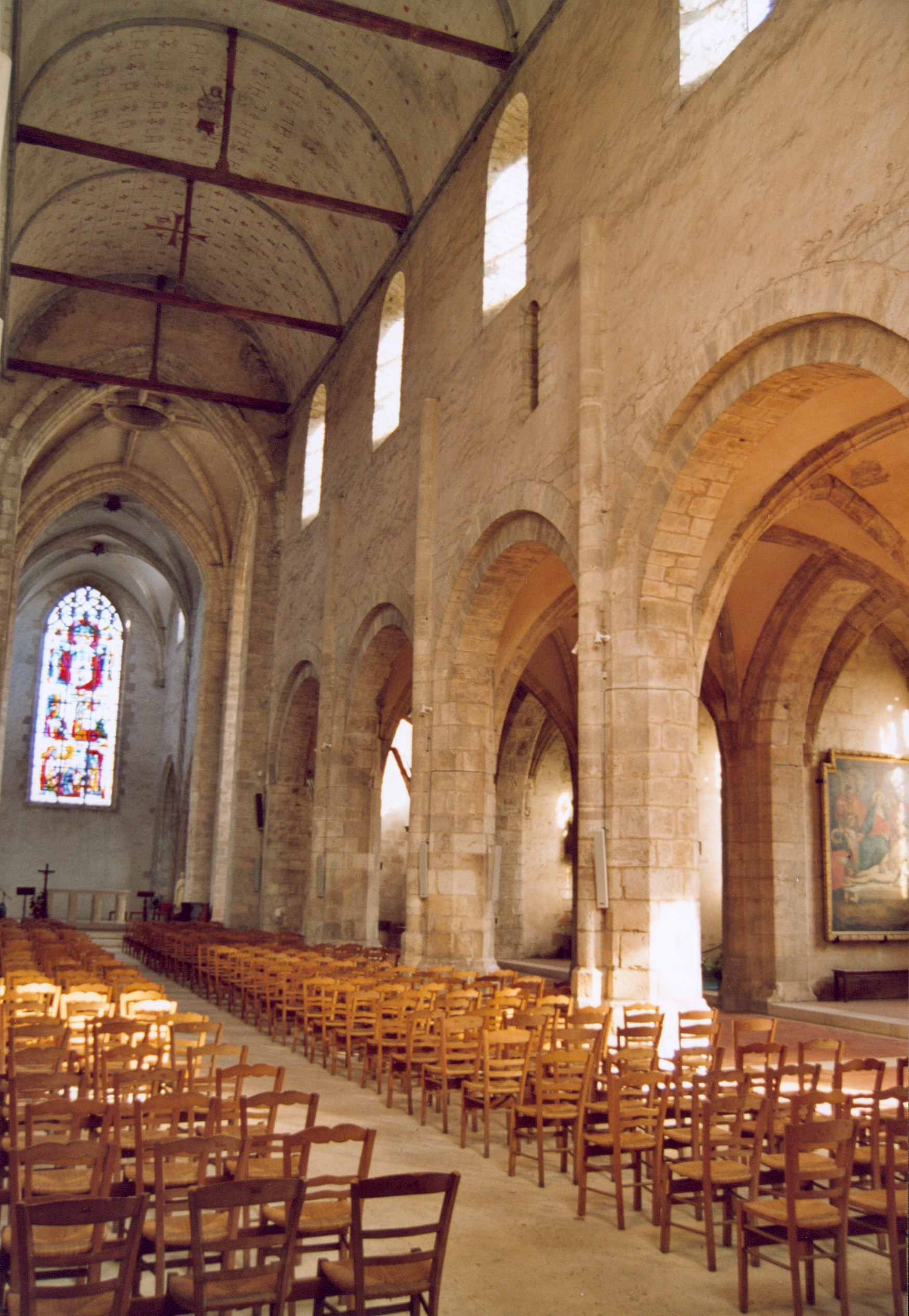
La nef.
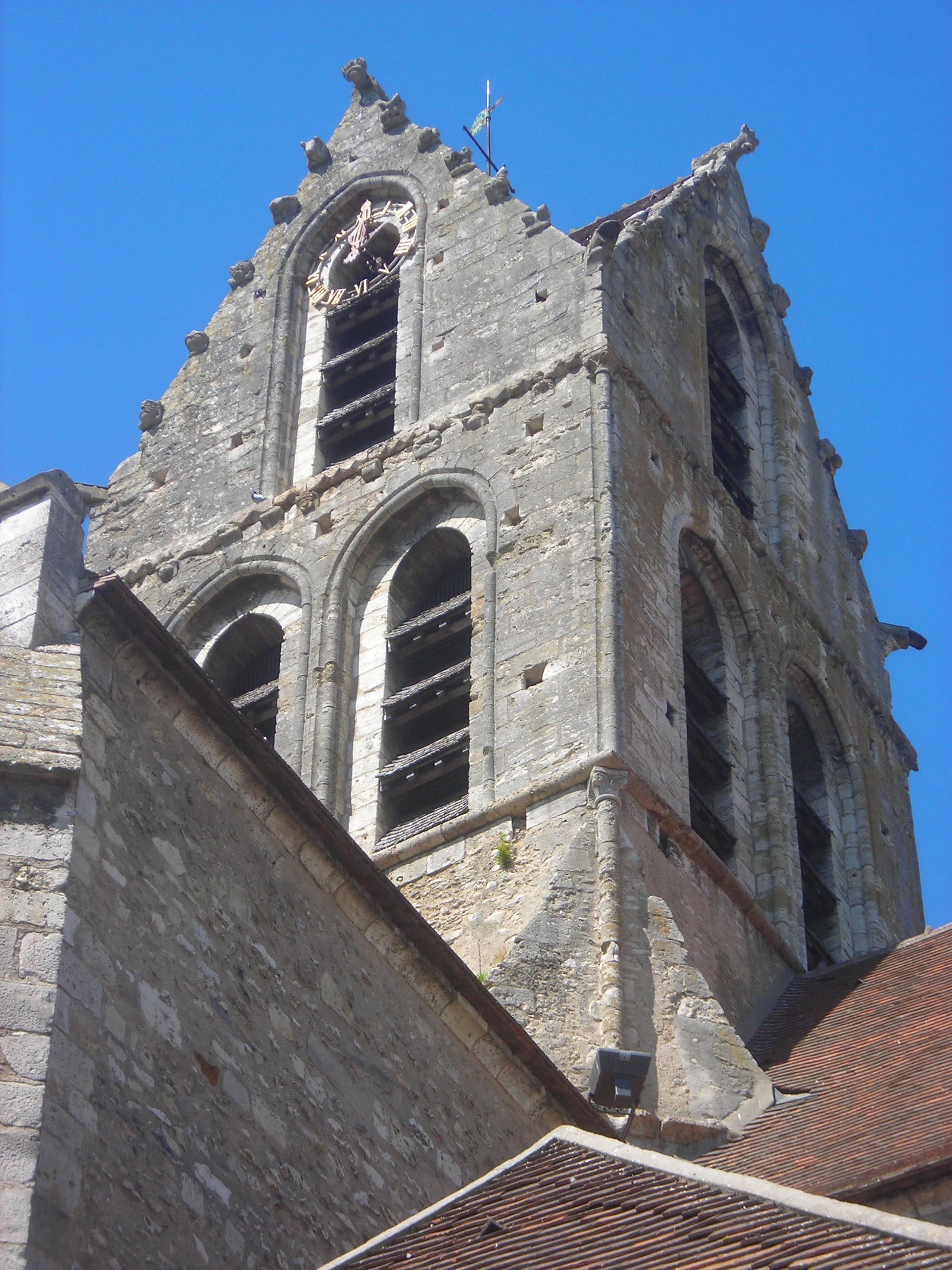
Détails du clocher.
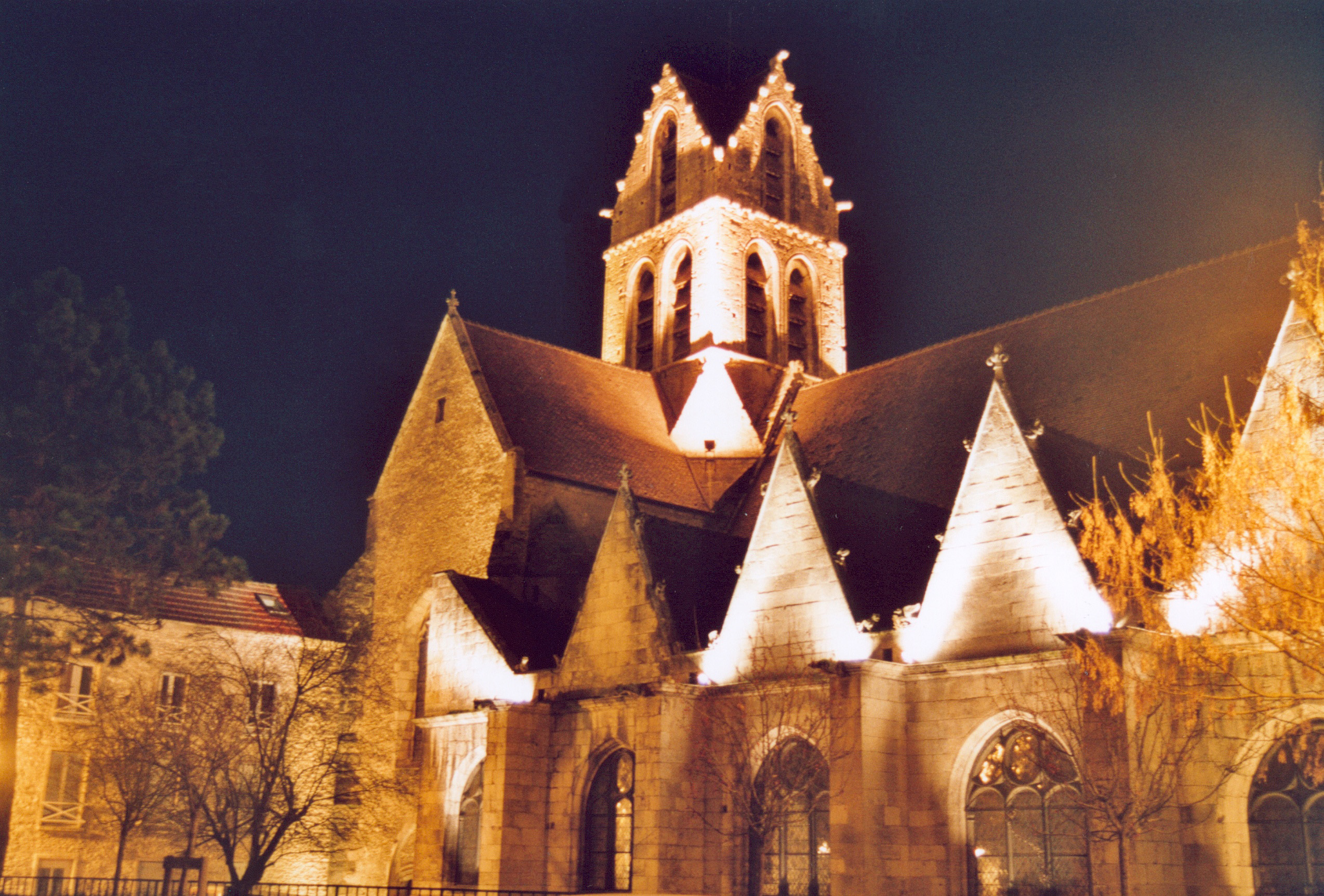
Illuminations nocturnes.
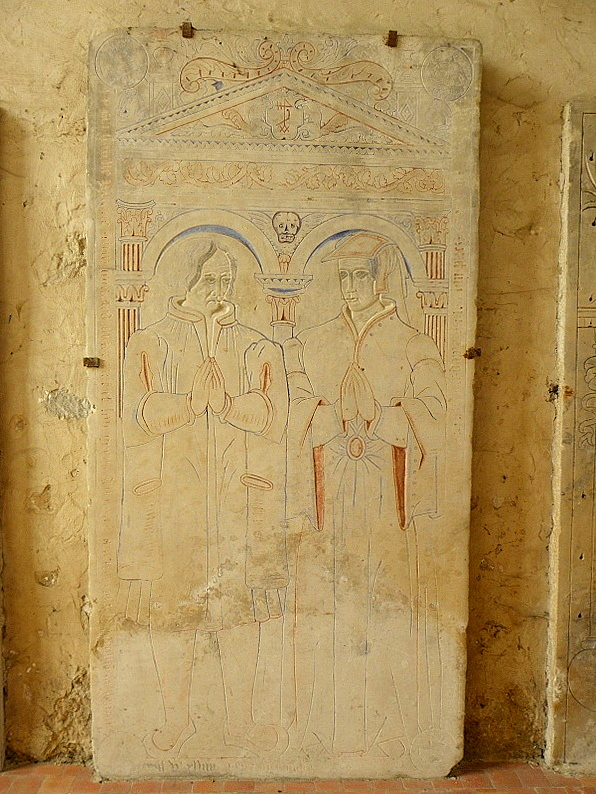
Dalle funéraire de Jean Brunard et sa femme dans l'église Saint-Gilles d'Étampes.